# Catene di Porto Pisano

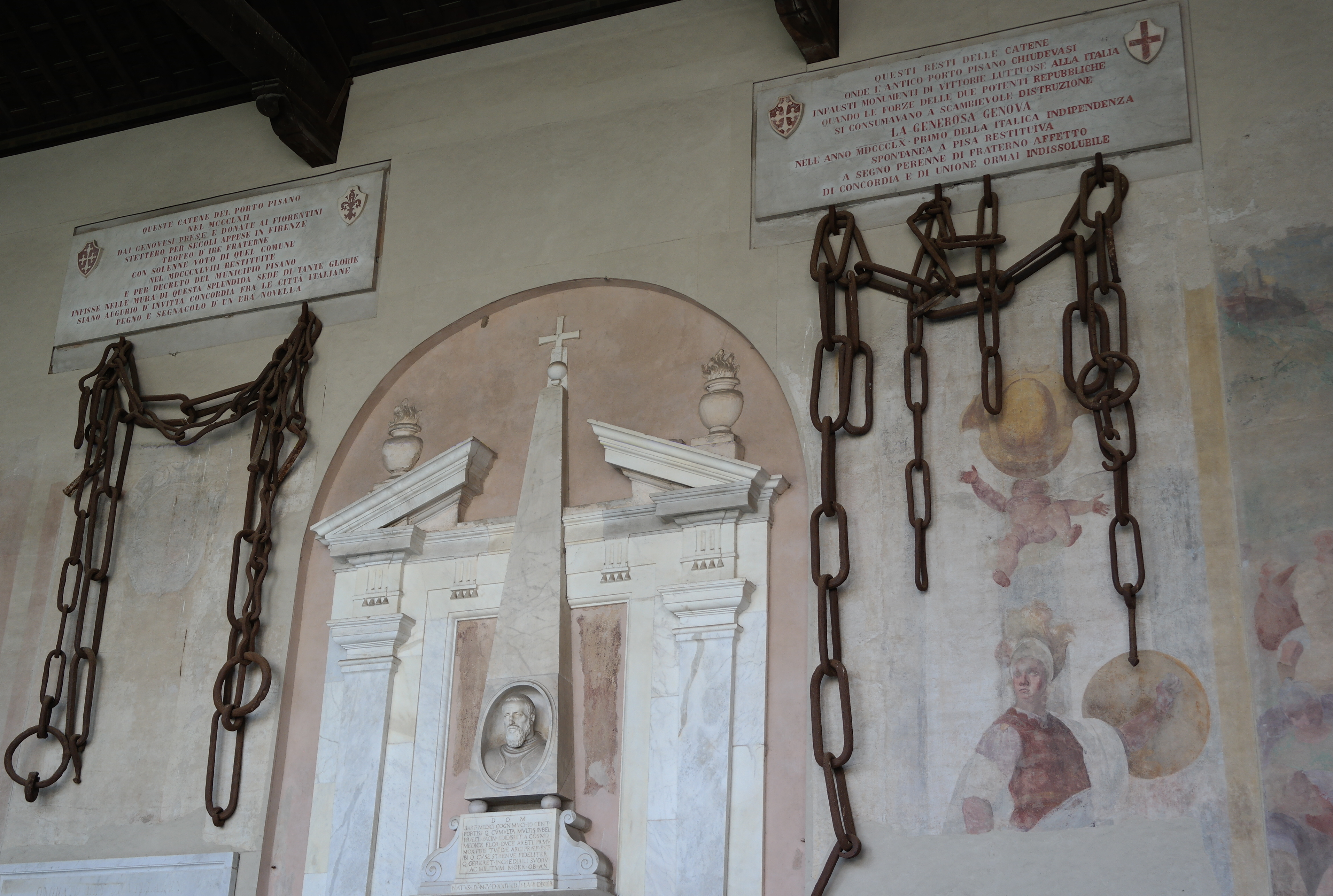
Alcune delle catene di Porto Pisano, oggi conservate presso il Camposanto monumentale di Pisa

Le catene di Porto Pisano vennero usate per proteggere il porto della città di Pisa nel XIII secolo, durante la guerra contro la Repubblica di Genova. In seguito alla disfatta della flotta della città alfea alla Meloria (1284) le catene vennero portate a Genova e collocate in varie zone della città, a scherno dei pisani vinti e a monito della potenza ligure. Altre catene vennero sottratte un secolo dopo dai fiorentini ed esposte sulle colonne del Battistero. 

Nel 1861, nel clima fraterno dell'appena conquistata Unità d'Italia, le catene furono restituite a Pisa in segno di pace e quasi tutte sono oggi conservate presso il Camposanto monumentale alfeo.

## Storia

### Premesse storiche
La battaglia della Meloria, combattuta nel 1284 fra Genova e Pisa, vide la rovinosa sconfitta di quest'ultima: secondo le cronache, circa undicimila pisani furono fatti prigionieri e deportati a Genova dove, in larga maggioranza, perirono, venendo poi sepolti nella zona che ancora oggi porta il nome di Campopisano. La battaglia della Meloria segnò l'inizio del declino della repubblica marinara alfea.

### La battaglia contro Genova
(Da Zena moere de regni e de cittè, Paolo Foglietta (1520 - 1596))

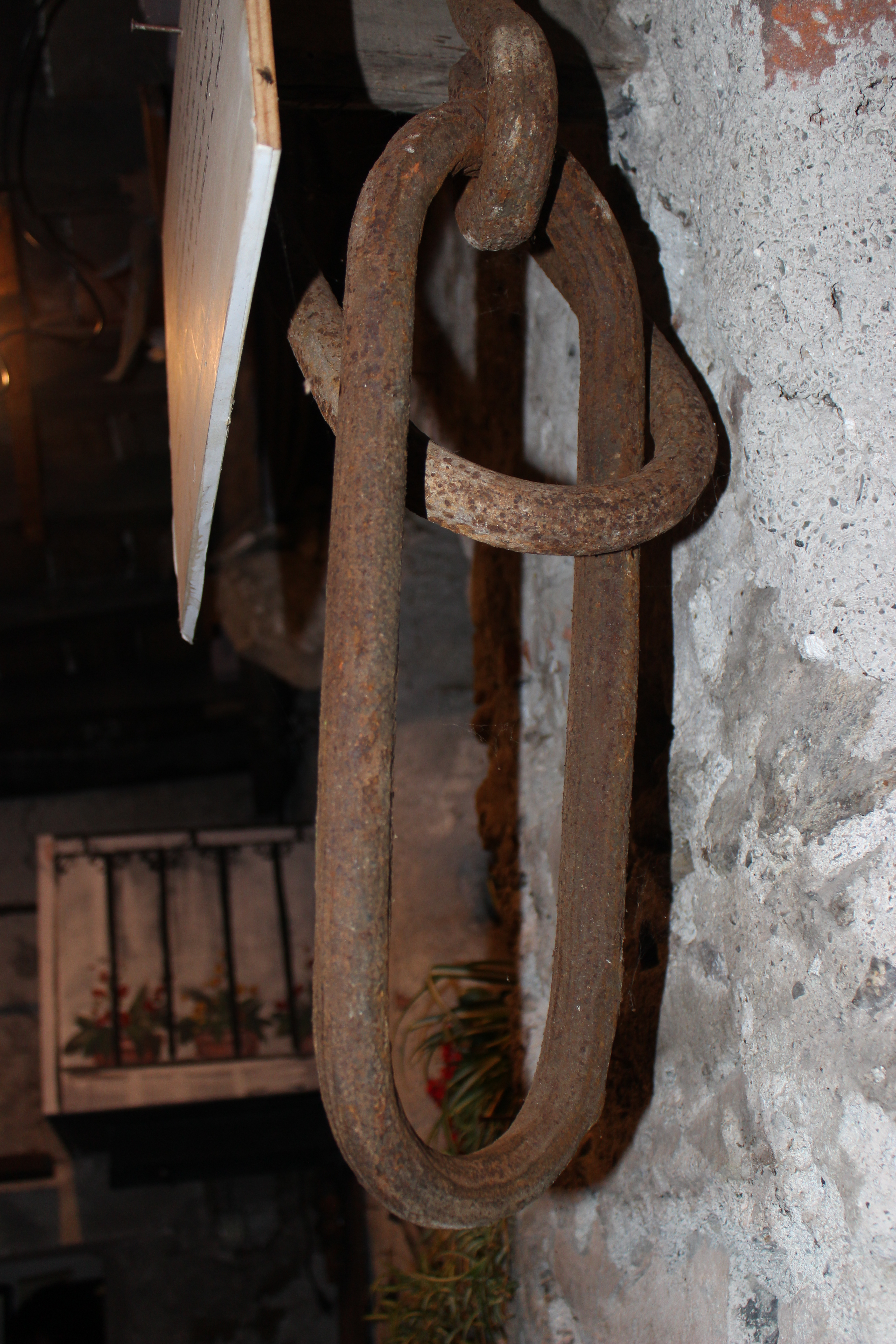
Anelli delle catena a Murta, nel territorio del comune di Genova.

Nel 1290, in seguito ad una pace siglata fra Genova e Pisa (1288), ma da quest'ultima non rispettata, la flotta genovese decise di dirigersi nuovamente verso quello che allora costituiva il Porto Pisano (l'attuale Livorno), tuttavia chiuso da una grossa catena. Secondo le cronache, fu il genovese Noceto Ciarli (o Chiarli) ad aver avuto l'idea di accendere un fuoco sotto di esse, in modo da poter indebolire il metallo e da rompere facilmente gli anelli che chiudevano il porto. L'astuta mossa dei genovesi permise loro di entrare nel porto di Pisa e di raderlo al suolo, interrandolo e cospargendolo di sale (esattamente come i Romani avevano fatto con Cartagine), in modo da renderlo totalmente infertile ed inutilizzabile.
La catena che avrebbe dovuto proteggere il porto fu spezzata in varie parti e portata a Genova; queste vennero appese in varie chiese ed edifici della città, a scherno dei pisani e a monito della potenza dell'omonima repubblica.

### La battaglia contro Firenze
Durante i primi anni del XV secolo, un secolo dopo l'annientamento per mano genovese, il porto di Pisa fu nuovamente messo sotto attacco via mare dalla Repubblica di Firenze (che si servì tuttavia di alcune galee genovesi assoldate allo scopo). L'attacco fu dovuto a diversi contenziosi riguardanti l'assoggettamento di alcune città toscane, fra cui Volterra e Pietrabuona. Porto Pisano venne nuovamente espugnato e le catene che lo racchiudevano, similmente a quanto Genova aveva fatto un secolo prima, vennero inviate a Firenze ed esposte pubblicamente lungo le colonne del Battistero.

### La restituzione
Le catene di Porto Pisano furono restituite alla città di Pisa rispettivamente nel 1848 da Firenze e nel 1860 (quasi seicento anni dopo il saccheggio di Porto Pisano) da Genova. Esse vennero collocate - e sono ancor oggi conservate - presso il Camposanto monumentale; alcuni anelli rimangono tuttavia conservati ancor oggi in Liguria (rispettivamente a Murta e a Moneglia).

## Le catene di Porto Pisano a Genova

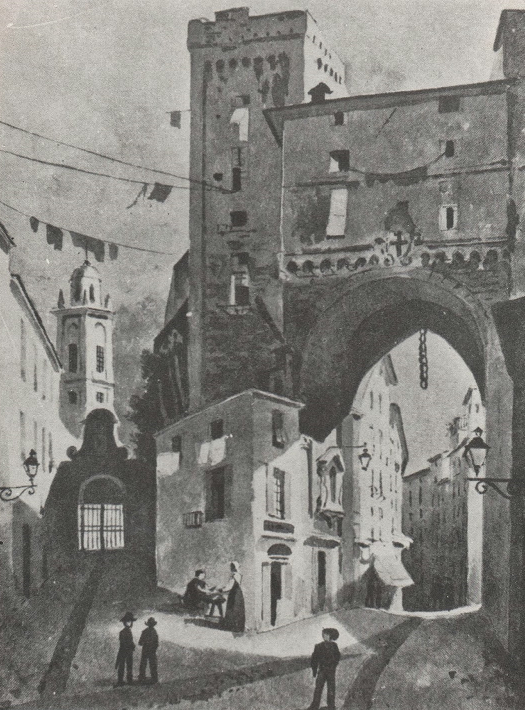
Porta Soprana di Genova ritratta alla metà del XIX secolo da Domenico Cambiaso. Al centro dell'arco pendono alcuni anelli delle catene di Porto Pisano.

I frammenti di catene, spezzati, furono collocati a Genova nei seguenti luoghi:
- Chiesa di San Torpete
- Palazzo San Giorgio
- Chiesa di Santa Maria di Castello
- Chiesa del Santissimo Salvatore
- Porta Soprana
- Bassorilievo in Borgo Lanaiuoli
- Porta degli Archi
- Chiesa di Santa Maria Maddalena
- Salita di Sant'Andrea
- Chiesa di Sant'Ambrogio
- Chiesa di San Matteo
- Chiesa di Santa Maria delle Vigne
- Chiesa di San Donato
- Porta dei Vacca
- Chiesa di San Sisto
- Commenda di San Giovanni di Pré
- Murta